# A Gangsta's Pain
A Gangsta's Pain è il quarto album in studio del rapper statunitense Moneybagg Yo, pubblicato il 23 aprile 2021 da Roc Nation, Collective Music Group, Bread Gang Entertainment, N-Less Entertainment e Interscope Records.

## Promozione
Il 12 marzo 2021, il rapper ha annunciato di aver completato l'album ed il 26 dello stesso mese ha rivelato il nome del progetto ed ha pubblicato il secondo singolo, intitolato Hard For The Next, in collaborazione con Future. Tre giorni prima della pubblicazione ha resa nota la tracklist. Il 14 aprile 2021 Moneybagg ha reso disponibile come singolo promozionale Go!, interpretato assieme a BIG30.

## Tracce
1. Memphganistan (feat. Kaash Paige) – 1:18 (Demario White Jr., D'Kyla Woolen, Jorres Nelson, Thomas Walker, Marcus Rucker)
2. Just Say Det – 2:24 (White, Brandon Henderson)
3. Go! (con Big30) – 2:03 (White, Rodney Wright  Jr., Nelson, Jeffery Jones  Jr., Aaron Butler)
4. Wockesha – 3:00 (White, Mark DeBarge, Etterlene Jordan, Nelson, Christopher Pearson, Javar Rockamore)
5. Shottas (Lala) – 2:02 (White, Nelson, Pearson)
6. Hard for the Next (con Future) – 2:46 (White, Nayvadius Wilburn, Elgin Lumpkin, Troy Oliver, Torey Glimer)
7. If Pain Was a Person – 4:00 (White, Homer Banks, Raymond Jackson, Carl Hampton, Darius Henry)
8. I Believe U (feat. Tripstar) – 2:39 (White, Terrence Triplett, Pearson)
9. Time Today – 2:16 (White, Nelson, Pearson)
10. Interlude – 1:18 (White, Walker, Marius Hilger, Tilmann Reuter)
11. Free Promo (feat. Polo G e Lil Durk) – 2:59 (White, Taurus Bartlett, Durk Banks, Walker, Pearson, Rockamore, Robert Reese, Sheldon Ferguson)
12. Hate It Here – 1:45 (White, Nelson, Amman Nurani)
13. Love It Here – 1:29 (White, Henry, Aiden Crane, Joel Schindler, Jon Lazri, Joseph Langston)
14. Clear da Air – 3:12 (White, Nelson, Pearson, Christian Greene)
15. Projects – 2:48 (White, Pharrell Williams, Charles Hugo)
16. One of Dem Nights (feat. con Jhené Aiko) – 2:23 (White, Jhené Chilombo, Pearson)
17. FR – 2:27 (White, Nelson, Rucker, Rockamore)
18. Certified Neptunes (feat. Pharrell Williams) – 2:34 (White, Williams, Hugo)
19. Change da Subject – 1:47 (White, Pearson, Rockamore, Caleb McLean)
20. Least Ian Lie – 1:46 (White, Dylan McKinney)
21. Bipolar Virgo – 2:31 (White, Nelson, Walker, Rucker, Henry, Andre Brown)
22. A Gangsta's Pain – 1:53 (White, Deundraeus Portis, Shelton Scales, Jr.)

Note
- Wockesha contiene un'interpolazione tratta da Foolish di Ashanti ed elementi tratti da Stay With Me dei DeBarge;[5]
- Hard for the Next contiene interpolazioni tratte da Differences di Ginuwine.[6]

## Successo commerciale
L'album ha debuttato nella Billboard 200 in vetta alla classifica datata 8 maggio, diventando così il primo progetto del rapper a raggiungere questa posizione. Nella sua prima settimana di disponibilità ha accumulato 110 000 unità equivalenti ad album. La quasi totalità delle unità è composta da stream.

## Classifiche

### Classifiche settimanali
| Classifica (2021) | Posizione massima |
| ----------------- | ----------------- |
| Canada            | 14                |
| Stati Uniti       | 1                 |

### Classifiche di fine anno
| Classifica (2021) | Posizione |
| ----------------- | --------- |
| Stati Uniti       | 26        |